# Вомынъёль
Вомынъёль — река в России, протекает по территории Вуктыльского округа в Республике Коми. Устье реки находится в 1118 км по левому берегу реки Печора. Длина реки составляет 10 км, площадь водосборного бассейна 45 км².
Исток реки находится в южной части обширного болота Козланюр в 13 км к северу от города Вуктыл. Река течёт на юг, всё течение проходит по ненаселённому, частично заболоченному лесу. Впадает в боковую старицу Печоры напротив северной окраины Вуктыла.

## Данные водного реестра
По данным государственного водного реестра России относится к Двинско-Печорскому бассейновому округу, водохозяйственный участок реки — Печора от водомерного поста у посёлка Шердино до впадения реки Уса, речной подбассейн реки — бассейны притоков Печоры до впадения Усы. Речной бассейн реки — Печора.
Код объекта в государственном водном реестре — 03050100212103000061500.